# 尚特梅勒莱格里尼昂
尚特梅勒-莱格里尼昂（法語：Chantemerle-lès-Grignan，意为“格里尼昂附近的尚特梅勒”）是法国德龙省的一个市镇，属于尼永斯区。

## 地理
尚特梅勒-莱格里尼昂（44°24'11"N, 4°50'8"E）面积9.82 平方千米，位于法国奥弗涅-罗讷-阿尔卑斯大区德龙省，该省份为法国东南部内陆省份，北起顺时针与伊泽尔省、上阿尔卑斯省、上普罗旺斯阿尔卑斯省、沃克吕兹省和阿尔代什省接壤。
与尚特梅勒-莱格里尼昂接壤的市镇（或旧市镇、城区）包括：沙马雷、克朗赛、格里尼昂、洛宗河畔蒙塞居尔、雷欧维尔、瓦洛里。
尚特梅勒-莱格里尼昂的时区为UTC+01:00、UTC+02:00（夏令时）。

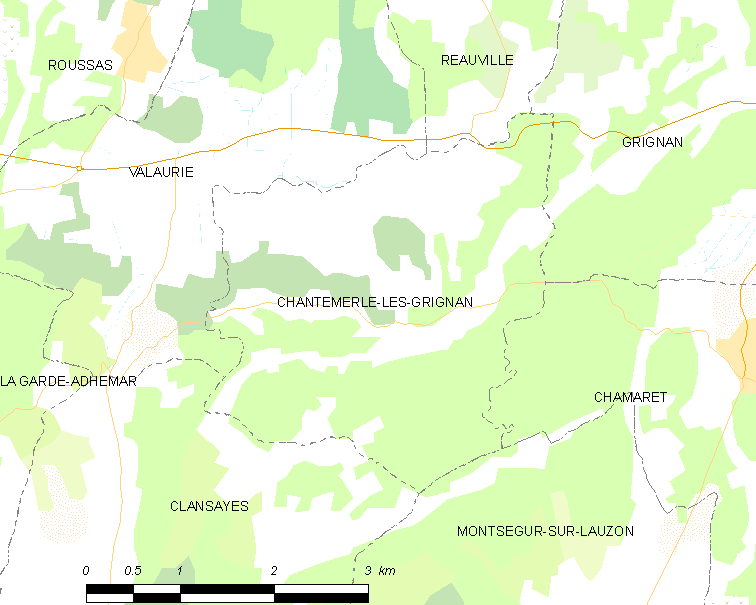
尚特梅勒-莱格里尼昂的OSM定位图

## 行政
尚特梅勒-莱格里尼昂的邮政编码为26230，INSEE市镇编码为26073。

## 政治
尚特梅勒-莱格里尼昂所属的省级选区为格里尼昂县。

## 人口

1962-2008年间尚特梅勒-莱格里尼昂人口变化图示

尚特梅勒-莱格里尼昂于2022年1月1日时的人口数量为244人。